# 夢乃 (ファッションモデル)
夢乃（ゆめの、2000年1月28日 - ）は、日本の女性ファッションモデル。
東京都出身。スクロール、ブルースカイウォーカーズ（業務提携）所属。

## 来歴
母親の影響で、幼少時から神輿担ぎをこなし、趣味としている。モデル事務所へは高校入学前の春休みに母の紹介で加入した。高校時代は体育祭の応援団に3年間所属し、3年生時は副団長を務めた。
2017年10月、2018年の「東レキャンペーンガール」に選出される。テレビドラマ『花のち晴れ〜花男 Next Season〜』にも出演した。